# Vörös kapuk téri magasépület
A Vörös kapuk téri magasépület (néhány helyen Vörös kapu-épület, Vörös kapuk-épület, Vörös kapu kormányzati épület vagy Lermontov-torony; oroszul: Высотное здание на площади Красных Ворот) egy sztálinista stílusban épült felhőkarcoló Moszkvában, a Vörös kapuk terén. Egyike a Hét nővér néven ismert szovjet épületeknek. Néhány tömbnyire található innen egy másik nővér, a Leningradszkaja Szálloda.

## Története
Az épületet a moszkvai metró tervezőjeként hírnevet szerzett Alekszej Duskin tervezte, az alapokat 1947-ben fektették le, és 1953-ban készült el teljesen. Az építkezést bonyolította a Moszkvai metró, azon belül is a Krasznije vorota metróállomás és az alagutak közelsége. Duskin az építmény földszintjén kialakított egy második lejáratot a metróhoz, amely 1954. július 31-én nyílt meg.
Az épület tervek szerint a Közlekedési Összeköttetések Minisztériumának főhadiszállása lett volna, de elkészültekor a kormányzati rész a Közlekedés-építési Minisztériumnak adott otthont. Ismert még Lermontov-torony néven is Lermontov orosz költő, író után, akinek nevét az épületnek otthont adó tér 1962 és 1986 között viselte (Lermontovszkaja tér).

## Építészeti jellemzők
A torony 24 emeletes, 133 méter magas, ehhez csatlakoznak egyenként 11–15 emeletes tömbök, melyekben összesen 300 lakás található. Az épület közvetlen összeköttetésben van a Krasznije Vorota (Vörös kapuk) metróállomással.

## Fordítás
- Ez a szócikk részben vagy egészben  a   Red Gate Building című angol Wikipédia-szócikk ezen változatának fordításán alapul.  Az eredeti cikk szerkesztőit annak laptörténete sorolja fel. Ez a jelzés csupán a megfogalmazás eredetét és a szerzői jogokat jelzi, nem szolgál a cikkben szereplő információk forrásmegjelöléseként.